# Pigmartyr
Pigmartyr – siódmy album studyjny muzyka Raymonda Wattsa, jednocześnie jego pierwszy wydany pod pseudonimem WATTS. Premiera odbyła się 17 maja 2004 roku. Pierwsze 500 kopii płyty zostały podpisane i ponumerowane przez muzyka. Zremasterowana edycja albumu została wydana w 2005 roku, tym razem pod pseudonimem PIG i z trzema nowymi utworami.

## Lista utworów
1. "Suck Spit Shit"
2. "Here to Stay"
3. "Reject"
4. "Situation"
5. "Kundalini"
6. "Vitriol Vice and Virtue"
7. "Take" (feat. Harry)
8. "Arbor Vitate"
9. "Stage Slut"
10. "Junky"